# Список почётных граждан города Старый Оскол
Звание «Почётный гражданин города Старый Оскол», присуждаемого администрацией Старого Оскола, удостоены:
| Лауреат                        | Страна | Дата            | П.     |
| ------------------------------ | ------ | --------------- | ------ |
| Абельдяев Василий Семёнович    | СССР   | 04.02.1987 года | [ 1 ]  |
| Беликова Тамара Павловна       | Россия | 27.08.2015 года | [ 2 ]  |
| Булгаков Николай Николаевич    | Россия | 28.06.2019 года | [ 3 ]  |
| Волочков Федор Алексеевич      | СССР   | 15.09.1967 года | [ 4 ]  |
| Воронов Владимир Михайлович    | Россия | 03.07.2015 года | [ 5 ]  |
| Гонтарев Василий Никитович     | Россия | 13.09.1999 года | [ 6 ]  |
| Грачев Михаил Григорьевич      | Россия | 15.09.2002 года | [ 7 ]  |
| Григорьев Эдуард Иванович      | Россия | 22.09.1998 года | [ 8 ]  |
| Гусаров Иван Афанасьевич       | Россия | 15.09.2002 года | [ 9 ]  |
| Гаврилов Николай Констанинович | Россия | 27.07.2020 года | [ 10 ] |
| Каунова Полина Ивановна        | СССР   | 04.12.1987 года | [ 11 ] |
| Клюка Федор Иванович           | Россия | 22.09.1998 года | [ 12 ] |
| Кузнецов Петр Ильич            | Россия | 17.08.2017 года | [ 13 ] |
| Кукушкин Василий Иванович      | СССР   | 04.02.1968 года | [ 14 ] |
| Лабышкина Валентина Ивановна   | Россия | 07.07.2016 года | [ 15 ] |
| Лосев Семен Михайлович         | Россия | 28.06.2019 года | [ 16 ] |
| Лучшев Владимир Николаевич     | Россия | 25.06.2014 года | [ 17 ] |
| Лямин Василий Федорович        | СССР   | 04.12.1987 года | [ 18 ] |
| Лоор Карл Карлович             | Россия | 27.07.2020 года | [ 19 ] |
| Мамонов Анатолий Михайлович    | Россия | 13.09.1999 года | [ 20 ] |
| Наседкин Филипп Иванович       | СССР   | 04.12.1987 года | [ 21 ] |
| Никулов Анатолий Павлович      | Россия | 17.08.2018 года | [ 22 ] |
| Потапов Иван Васильевич        | Россия | 20.12.2010 года | [ 23 ] |
| Рассолов Василий Макарович     | Россия | 07.07.2016 года | [ 24 ] |
| Рябушкин Павел Егорович        | Россия | 04.02.1967 года | [ 25 ] |
| Селиванов Николай Стефанович   | Россия | 17.08.2017 года | [ 26 ] |
| Скоч Андрей Владимирович       | Россия | 27.02.2012 года | [ 27 ] |
| Угаров Алексей Алексеевич      | Россия | 22.09.1998 года | [ 28 ] |
| Угаров Андрей Алексеевич       | Россия | 19.12.2008 года | [ 29 ] |
| Цыцугин Валентин Николаевич    | Россия | 13.09.1999 года | [ 30 ] |
| Часовских Тамара Яковлевна     | Россия | 25.06.2014 года | [ 31 ] |
| Шевченко Николай Петрович      | Россия | 15.09.2002 года | [ 32 ] |